# Sant Danís (Aude)
Sant Danís (en francès Saint-Denis) és un municipi de França de la regió d'Occitània, al departament de l'Aude.